# Rocket Punch
Rocket Punch (кор. 로켓펀치; яп. ロケットパンチ читается как Рокет Панч) — южнокорейская гёрл-группа, сформированная в 2019 году компанией Woollim Entertainment. Коллектив состоит из шести участниц: Дзюри, Ёнхи, Суюн, Юнкён, Сохи и Дахён. Дебют состоялся 7 августа 2019 года с мини-альбомом Pink Punch.

## Карьера

### Пре-дебют
Дзюри была выбрана как стажер 12-го поколения AKB48 через прослушивание в 2011 году. Она была представлена общественности через AKB48 Team 4 в марте 2012 года. Её первое появление на телевидении в Корее было на реалити-шоу 2018 года, Produce 48. Суюн и Сохи вместе с Квон Ынби и Ким Чэвон были представлены общественности в качестве трейни от Woollim Entertainment через шоу Produce 48. Суюн и Сохи заняли 47 и 43 место соответственно, а Ынби и Чэвон попали в проектную группу IZ*ONE. В марте 2019 года было подтверждено, что Дзюри подписала контракт с Woollim Entertainment, чтобы продолжить свою карьеру в Корее, дебютировав в качестве участницей новой гёрл-группы компании Через два месяца Дзюри официально выпустилась из AKB48. Rocket Punch вторая женская группа Woollim Entertainment с момента дебюта Lovelyz в 2014 году.

### 2019—2021: Дебют сPink Punch,Red Punch,Blue PunchиBubble Up!

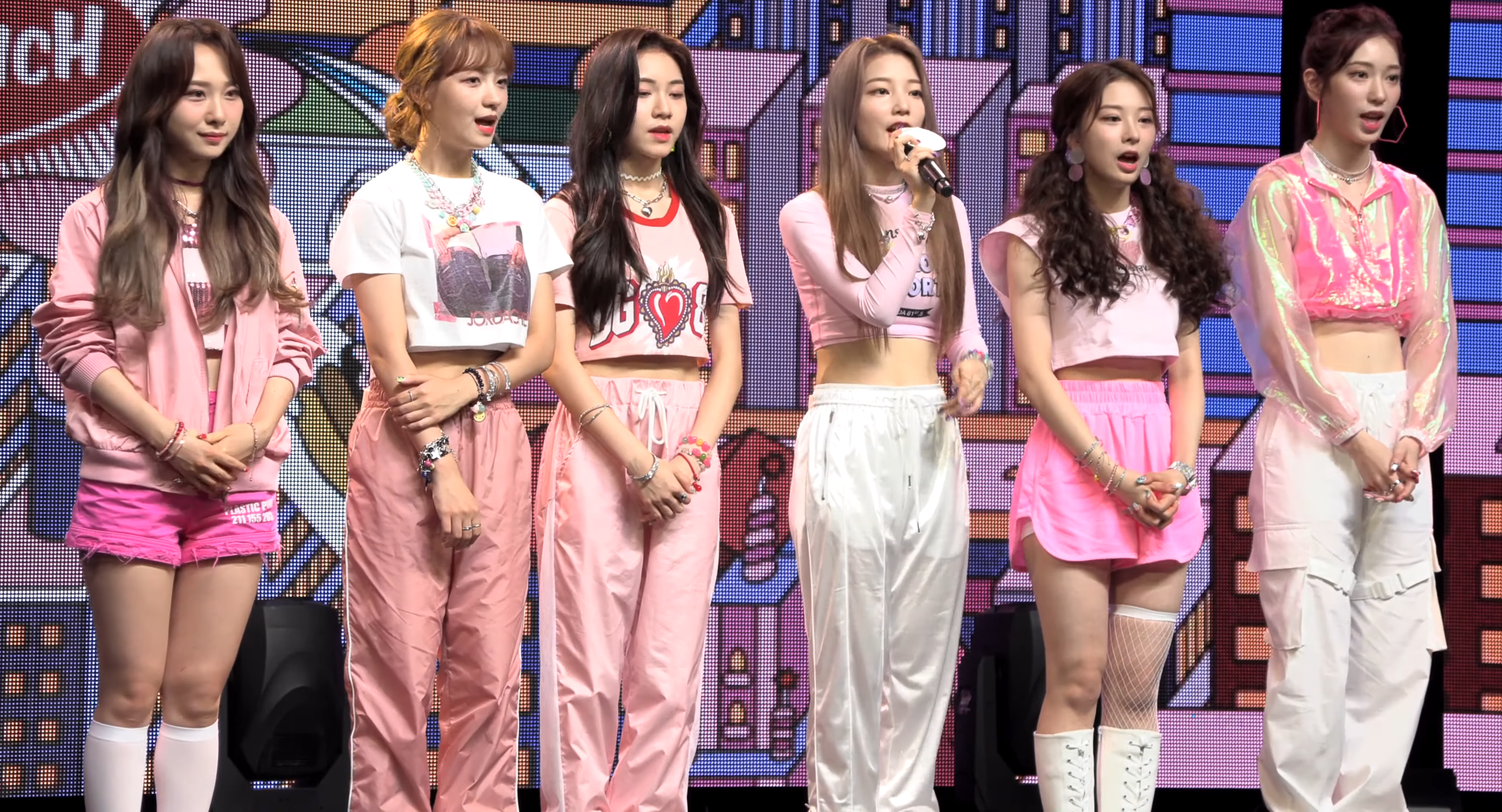
Rocket Punch на дебютном шоукейсе, 7 августа 2019 года.

22 июля 2019 года Woollim Entertainment выпустили движущий логотип Rocket Punch, и было предположение, что это будет новая гёрл-группа. Woollim Entertainment подтвердили это с концептуальным фильмом, выпущенным 23 июля, который включал шесть участниц.
Дебютный мини-альбом Rocket Punch Pink Punch был выпущен 7 августа 2019 года с ведущим синглом «Bim Bam Bum». Дебютный шоукейс был проведен в Yes24 Live Hall в Сеуле (Южная Корея) после выпуска их альбома.
6 января 2020 года группа объявила официальное название фан-клуба «KETCHY» («Кетчи») — означает, что «KETCHY» станут ориентиром для Rocket Punch, за которым они будут следовать всегда.
10 февраля Rocket Punch выпустили второй мини-альбом Red Punch с ведущим синглом «Bouncy».
4 августа Rocket Punch выпустили третий мини-альбом Blue Punch с заглавным синглом «Juicy».
17 мая 2021 года Rocket Punch выпустили свой первый сингловой-альбом Ring Ring и его одноимённый ведущий сингл.
24 мая Woollim Entertainment объявили, что Rocket Punch дебютируют в Японии под руководством Ёсимото Когэ. 4 августа группа выпустила свой первый японский мини-альбом Bubble Up! с одноимённым ведущим синглом.

### 2022—н.в:Yellow Punch,Flash,Boom
28 февраля группа выпустила свой четвёртый мини-альбом Yellow Punch, с заглавным треком «Chiquita».
11 марта Woollim Entertainment подтвердили, что Rocket Punch проведут как онлайн, так и оффлайн встречи с фанатами, которые состоялись 2 и 3 апреля.
29 июня группа выпустила японский сингл «Fiore».
Группа выпустила свой второй сингл-альбом Flash 29 августа.
26 мая 2023 года участницы Дзюри, Ëнхи и Суюн были объявлены участницами нового шоу на выживание Mnet Queendom Puzzle 15 августа, во время финала шоу, Ëнхи финишировала на 6-м месте, и попала в состав группы El7z Up. Остальные участники, Дзюри и Суюн, финишировали на 12-м и 8-м местах соответственно.
Группа выпустила свой третий сингл-альбома Boom 6 сентября вместе с одноимённым заглавным треком.

## Участницы
| Сценический псевдоним | Сценический псевдоним | Настоящее имя  | Настоящее имя    | Дата рождения | Позиция в группе                                  |
| Основной              | Другой                | На русском     | Хангыль/Японский | Дата рождения | Позиция в группе                                  |
| --------------------- | --------------------- | -------------- | ---------------- | ------------- | ------------------------------------------------- |
| Ёнхи                  | Yeonhee               | Ким Ён Хи      | 김연희           | 6.12.2000     | Лидер, ведущая вокалистка, ведущий танцор, вижуал |
| Дзюри                 | Juri                  | Такахаси Дзюри | 高橋朱里         | 3.10.1997     | Ведущая вокалистка, центр, лицо группы            |
| Суюн                  | Suyun                 | Ким Су Юн      | 김수윤           | 17.3.2001     | Главная вокалистка, ведущий танцор                |
| Юнкён                 | Yunkyoung             | Со Юн Кён      | 서윤경           | 1.11.2001     | Главный рэпер, главный танцор, ведущая вокалистка |
| Сохи                  | Sohee                 | Ким Со Хи      | 김소희           | 14.08.2003    | Ведущий рэпер, ведущий танцор, вокалистка         |
| Дахён                 | Dahyun                | Чон Да Хён     | 정다현           | 29.04.2005    | Вокалистка, вижуал, макнэ                         |

*Согласно официальной информации Woolim Entertainment, в группе нет распределения позиций, кроме лидера и макнэ, которые представлены в профайлах на официальном сайте группы.

## Дискография

### Корейские

#### Мини-альбомы
- Pink Punch (2019)
- Red Punch (2020)
- Blue Punch (2020)
- Yellow Punch (2022)

### Японские

#### Студийные альбомы
- Doki Doki Love (2023)

#### Мини-альбомы
- Bubble Up! (2021)

## Награды и номинации

### Mnet Asian Music Awards
| Год  | Номинируемая работа | Категория                          | Результат |
| ---- | ------------------- | ---------------------------------- | --------- |
| 2019 | Rocket Punch        | Артист года                        | Номинация |
| 2019 | Rocket Punch        | Лучший новый женский артист        | Номинация |
| 2019 | Rocket Punch        | Выбор фанатов по всему миру Топ 10 | Номинация |